# Hysteria (film 2011)
Hysteria è un film del 2011 diretto da Tanya Wexler.
La pellicola, ambientata in Inghilterra durante l'epoca vittoriana, tratta un'ipotesi, poi smentita, dell'invenzione del vibratore, che sarebbe erroneamente nato per curare l'isteria.

## Trama
1880, nella Londra vittoriana.
Il giovane medico Mortimer Granville, adottato alla morte dei genitori dalla famiglia St. John-Smythe, lavora in diversi ospedali ma perde sempre il lavoro a causa dei suoi metodi rivoluzionari rispetto alla medicina tradizionale (punta, in particolare, al rispetto delle elementari norme igieniche, come il lavaggio delle mani o il cambio delle bende sporche), e non riesce a convincere i suoi superiori dell'esistenza dei germi, causa delle infezioni.
Presentando il suo curriculum in diversi istituti, trova lavoro presso il dottor Dalrymple, titolare di un rinomato studio di cura per il "male del secolo", come gli viene detto: l'isteria. Secondo il dottor Dalrymple, almeno la metà delle donne di Londra, in forme dalle più lievi alle più estreme, ne soffre. La sua terapia consiste nel massaggio manuale della vulva delle pazienti, della durata di quasi un'ora, per riportare l'utero nella posizione originale e in tal modo guarire la malattia. All'epoca, e così lo spiega al giovane, il massaggio non era considerato una stimolazione erotica, perché si credeva che la donna non potesse ottenere l'orgasmo in assenza della penetrazione maschile.
Il dottor Dalrymple ha due figlie: Emily, di carattere docile, musicista e ricercatrice in ambito della frenologia su spinta del padre, e Charlotte, di convinte ideologie socialiste e femministe, con diversi precedenti penali e molto attiva in ambito sociale, dal padre stesso considerata gravemente isterica. Charlotte ha inoltre riabilitato una prostituta, Molly, assumendola come domestica, sempre contro l'approvazione del padre.
Lavorando nello studio e superando l'imbarazzo iniziale, Mortimer ottiene molto successo fino, però, a soffrire di forti crampi alla mano destra, con la quale lavora. Nasconde il problema al suo principale, poiché in poco tempo gli propone di diventare suo socio e di prendere in sposa la secondogenita Emily, anche se nessuno dei due fidanzati sembra troppo convinto della loro relazione, che in poco tempo naufraga. Quando i problemi alla mano di Mortimer si fanno evidenti, il dottor Dalrymple lo licenzia.
Demoralizzato dall'ennesimo fallimento professionale, e contrariato dall'opera di carità di Charlotte, torna in casa di Edmund, che lo assilla con le sue fissazioni tecnologiche, fino a mostrargli il suo prototipo di spolverino elettrico. Mortimer prova ad appoggiare la testina rotante sulla mano dolente, provandone un crescente sollievo, fino a fondere il generatore. Inizia così l'intuizione di usare l'oggetto elettrico sulle parti intime delle donne, in luogo della stimolazione manuale, e testa, dietro compenso, il prototipo su Molly, la cameriera dei Dalrymple, contando in cinque minuti di "stimolazione" almeno tre "parossismi". Tornato insieme a Edmund dal suo ex-datore di lavoro, lo testa con successo, con lo stupore del dottor Dalrymple.
Parallelamente, Charlotte contrae molti debiti per mantenere la casa dei poveri. Quando una sua amica viene picchiata dagli strozzini, che le chiudono i cancelli dell'istituto, e si reca a casa dei St. John-Smythe, alla festa di fidanzamento di Mortimer ed Emily, la donna viene arrestata dalla polizia, e per difenderla Charlotte colpisce un poliziotto con un pugno. Al processo, l'accusa chiede l'internamento in manicomio per isteria e la soluzione estrema, l'isterectomia. Mortimer interviene in sua difesa, sostenendo che dietro alla sua passionalità c'è una grande generosità in difesa dei più bisognosi, e che la diagnosi di isteria non può essere la risposta a tutte le richieste delle donne. Il giudice riconosce che, secondo l'accusa, la tesi era volutamente esagerata e che in base a ciò bisognerebbe internare metà delle donne di Londra, e condanna comunque Charlotte a una lieve pena per aver picchiato il poliziotto. Charlotte rassicura Mortimer, dicendo che ha tante amiche in carcere.
Al ritorno dal processo, Edmund dice a Mortimer di aver venduto i diritti del brevetto del vibratore, e gli dona una busta con la sua percentuale. All'uscita dal carcere, Mortimer chiede la mano di Charlotte e le dona il denaro per ampliare il suo istituto. Anche il dottor Dalrymple, infine, si fidanza con una delle sue pazienti.
In conclusione, viene mostrato il grande successo del vibratore, uno dei quali viene acquistato dalla Regina Vittoria.

## Produzione
La regista Tanya Wexler, laureata in psicologia dei generi sessuali, è stata subito attirata dal soggetto presentatole dall'amica sceneggiatrice Jonah Lisa Dyer. Tuttavia la realizzazione del film è slittata di 7 anni a causa delle difficoltà nel trovare produttori e distributori.
Le riprese, avvenute a Londra e in Lussemburgo, sono durate un mese circa tra ottobre e novembre del 2010.
I figli della regista fanno da comparse nella scena all'asilo.

## Distribuzione
È stato presentato in concorso alla 6ª edizione del Festival Internazionale del Film di Roma.
È uscito nelle sale italiane il 24 febbraio 2012, distribuito da BiM Distribuzione.